# Gideon Adlon
Pour les articles homonymes, voir Adlon.
Gideon Adlon, née le 20 mars 1997 à Los Angeles (Californie), est une actrice germano-américaine. Elle est surtout connue pour ses rôles principaux dans les films Contrôle Parental et The Craft : Les Nouvelles Sorcières ainsi que dans les séries télévisées The Society et Pacific Rim : The Black.

## Biographie
Elle est la fille aînée de l'actrice Pamela Adlon et du réalisateur Felix Oktavian Adlon. Son grand-père est le réalisateur allemand Percy Adlon. 

## Filmographie

### Cinéma
- 2018 : Contrôle parental : Sam
- 2019 : Nevada : Martha[3]
- 2019 : Skin in the Game : Haley
- 2020 : The Craft : Les nouvelles sorcières : Frankie
- 2021 : Witch Hunt : Claire[4]
- 2024 : Miller's Girl : Winnie Black

### Télévision

#### Séries télévisées
- 2011 : Louie : Amy
- 2016 : Le Monde de Riley : Felicity
- 2016 : Better Things : Gina
- 2017 : When We Rise : Annie Jones ado
- 2017 : Esprits criminels : Katie Hammond (saison 12, épisode 18)
- 2017 : American Crime : Tracy (2 épisodes)
- 2019 : The Society : Becca Gelb (10 épisodes)
- 2020 : Solar Opposites : Lydia (voix)
- 2021 : Pacific Rim : The Black : Hayley (14 épisodes)
- 2022 : The Thing About Pam : Mariah Day
- 2025 : Ghosts : Abby

#### Séries d'animation
- 2022 : Battle Kitty : ZaZa Royale (voix, 7 épisodes)

### Podcasts
- 2020 : Day by Day : Jacqueline (voix)

### Jeux vidéo
- 2018 : The Walking Dead : L'Ultime Saison : Violet (voix)